# Masaharu Fukuyama
Masaharu Fukuyama (福山雅治 Fukuyama Masaharu, 6 de febrer del 1969) és un cantautor i actor japonès que va debutar a la dècada del 1990 amb el senzill «Tsuioku no Ame no Naka».

## Carrera
Tot i que també es pot veure en drames de televisió japonesos, Fukuyama és més conegut per la seva carrera com a cantant. El seu senzill de 1992 "Good night" va guanyar una àmplia audiència gràcies a la seva vinculació amb el drama de televisió Ai wo Douda. El 1993, va fer la seva primera aparició a Kōhaku Uta Gassen, on només es convida a actuar artistes de J-pop i enka d'èxit. Impulsat per l'èxit d'Hitotsu Yane no Shita, en què va interpretar a Chinichan, el segon germà gran de la família Kashiwagi, va tenir el seu primer senzill amb milions de vendes, "It's Only Love/Sorry Baby", el 1994. El seu senzill de 1995 "Hello" es va convertir en el segon senzill més venut aquell any.
Va fer una pausa el 1996, aturant totes les seves activitats d'entreteniment excepte els seus programes de ràdio. Va tornar a l'escena de l'entreteniment l'any 1998, i el seu primer senzill després de dos anys de pausa, "Heart/You", va aterrar al número 3 de la llista d'Oricon i va vendre 569.000 còpies en total. Encoratjat per aquest èxit, va començar la seva sèrie de concerts Daikanshasai (Acció de Gràcies), per mostrar el seu agraïment pel suport que va obtenir dels seus fans.
"Sakura Zaka" i "Niji" es troben entre les cançons populars de Masaharu. El seu senzill "Sakura Zaka" del 2000 va vendre més de 751.000 còpies en la seva primera setmana i es va mantenir al capdavant de la llista Oricon japonesa durant 3 setmanes consecutives; va vendre unes 2.299.000 còpies a les llistes d'Oricon en general. "Niji" va ser el tema principal del drama japonès Water Boys. El seu senzill de triple cara A "Niji/Himawari/Sore ga Subete sa", llançat el 26 d'agost de 2003, va assolir al número 1 de les llistes de singles d'Oricon i els va encapçalar durant cinc setmanes consecutives. El seu ha consolidat el seu estatus com l'artista solista masculí més venut al Japó, havent venut fins ara 21,27 milions de còpies.
El 2007, després d'una absència de quatre anys del drama, Fukuyama va tornar a la televisió, interpretant el brillant però excèntric professor associat de física, Manabu Yukawa, al drama televisiu Galileo. Va guanyar "Millor actor" als 55è Premis de l'Acadèmia de Drama de Televisió pel paper. També va formar una banda, KOH+, amb la seva coprotagonista al drama Kou Shibasaki.
El 2008, NHK va seleccionar Fukuyama per interpretar a Sakamoto Ryōma, el personatge principal, al drama de televisió Taiga Ryōmaden de 2010 durant un any de màxima audiència.
El 2009, va celebrar la seva gira nacional del 20è aniversari que va cobrir 36 actuacions en 12 ciutats durant quatre mesos consecutius (de juny a setembre) amb un total d'audiències de 500.000. Dues setmanes abans de començar la gira, va fer quatre espectacles al Nippon Budokan (28, 29 de maig i 4 i 5 de juny) els seus primers concerts en solitari allà, com a part del seu ritual de concert d'acció de gràcies gairebé anual. Mentre la gira encara estava en curs, els dies 29 i 30 d'agost, va tornar a la seva ciutat natal Nagasaki i va fer dos concerts a l'aire lliure a l'escenari exterior del Mount Inasa Park, amb una visualització pública simultània gratuïta per a 50.000 ciutadans de Nagasaki al proper Nagasaki. Estadi de beisbol (conegut comunament com la Big N pels locals). Les xifres oficials van anunciar un recompte final d'audiència de 80.000 per als concerts de Mount Inasa i la visualització pública de Big N, només en poc més de dos dies.
La descàrrega del to de trucada principal (Chaku Uta) de la seva cançó "Hatsukoi" va començar el 6 de novembre de 2009. Va vendre unes 150.000 descàrregues en cinc dies i, el 13 de novembre de 2009, es va anunciar que la cançó seria llançada com a senzill en CD físic el 16 de desembre de 2009. El senzill va debutar al número 1 de les llistes setmanals d'Oricon, amb unes vendes d'unes 151.000 còpies en la primera setmana del llançament. Va interpretar "Hatsukoi" al 60è NHK Kōhaku Uta Gassen la nit de Cap d'Any 2009, la seva primera aparició a l'esdeveniment des de 1993 i es va unir a la propera pel·lícula de John Woo, Manhut.

## Vida personal
Fukuyama es va casar amb l'actriu japonesa Kazue Fukiishi el 28 de setembre de 2015, el mateix dia del seu aniversari. El seu primer fill va néixer el 22 de desembre de 2016.

## Discografia
- Més informació: discografia de Masaharu Fukuyama (anglès)

- 1990: Dengon
- 1991: Lion
- 1991: Bros.
- 1992: Boots
- 1993: Calling
- 1994: On and On
- 1998: Sing a Song
- 2001: F
- 2006: 5 Nen Mono
- 2009: Zankyō
- 2014: Human
- 2015: Tama Riku

## Filmografia

### Pel·lícules
| Any  | Títol                                                   | Rol                 | Director          | Notes                   | Ref.   |
| ---- | ------------------------------------------------------- | ------------------- | ----------------- | ----------------------- | ------ |
| 1988 | Hon no 5g                                               | Sanzō Hashimoto     | Kei Ōta           |                         | [ 18 ] |
| 1996 | Atlanta Boogie                                          | Radio DJ            | Masashi Yamamoto  |                         | [ 19 ] |
| 2008 | Suspect X                                               | Manabu Yukawa       | Hiroshi Nishitani | Lead role               | [ 20 ] |
| 2009 | Amalfi: Rewards of the Goddess                          | Shōgo Saeki         | Hiroshi Nishitani | Special appearance      | [ 21 ] |
| 2011 | Doraemon: Nobita and the New Steel Troops—Winged Angels | Masaaki Fukuyama    | Yukiyo Teramoto   | Voice role              | [ 22 ] |
| 2011 | Andalusia: Revenge of the Goddess                       | Shōgo Saeki         | Hiroshi Nishitani | Special appearance      | [ 21 ] |
| 2013 | Midsummer's Equation                                    | Manabu Yukawa       | Hiroshi Nishitani | Lead role               | [ 20 ] |
| 2013 | Like Father, Like Son                                   | Ryōta Nonomiya      | Hirokazu Koreeda  | Lead role               | [ 23 ] |
| 2014 | Rurouni Kenshin: Kyoto Inferno                          | Hiko Seijūrō        | Keishi Ōtomo      |                         | [ 24 ] |
| 2014 | Rurouni Kenshin: The Legend Ends                        | Hiko Seijūrō        | Keishi Ōtomo      |                         | [ 24 ] |
| 2016 | Scoop!                                                  | Shizuka Miyakonojō  | Hitoshi Ōne       | Lead role               | [ 25 ] |
| 2017 | The Third Murder                                        | Tomoaki Shigemori   | Hirokazu Koreeda  | Lead role               | [ 25 ] |
| 2017 | Manhunt                                                 | Satoshi Yamura      | John Woo          | Lead role; Chinese film | [ 26 ] |
| 2018 | Mirai                                                   | Young Man           | Mamoru Hosoda     | Voice role              | [ 27 ] |
| 2019 | At the End of the Matinee                               | Satoshi Makino      | Hiroshi Nishitani | Lead role               | [ 28 ] |
| 2020 | Last Letter                                             | Kyōshirō Otosaka    | Shunji Iwai       |                         | [ 29 ] |
| 2022 | Silent Parade                                           | Manabu Yukawa       | Hiroshi Nishitani | Lead role               | [ 20 ] |
| 2022 | Butt Detective: Shiriarty                               | Professor Shiriarty | Yuriko Kado       | Voice role              | [ 30 ] |

### Sèries de televisió
| Any     | Títol                   | Rol              | Xarxa   | Notes                      | Ref.   |
| ------- | ----------------------- | ---------------- | ------- | -------------------------- | ------ |
| 1991    | Ashita ga Aru Kara      | Ryōichi Wakamura | TBS     |                            | [ 25 ] |
| 1992    | Ai wa Dōda              | Makoto Yazawa    | TBS     |                            | [ 31 ] |
| 1992    | Homework                | Shūji Takimoto   | TBS     |                            | [ 32 ] |
| 1993–97 | Under One Roof          | Masaya Kashiwagi | Fuji TV | 2 seasons                  | [ 25 ] |
| 1995    | Itsuka Mata Aeru        | Shinichi Konno   | Fuji TV | Lead role                  | [ 33 ] |
| 1998    | Meguri Ai               | Shuji Nakata     | TBS     | Lead role                  | [ 34 ] |
| 1999    | Furuhata Ninzaburō      | Gaku Hori        | Fuji TV | Episode 8, season 3        | [ 35 ] |
| 1999    | Perfect Love            | Taketo Kusunoki  | Fuji TV | Lead role                  | [ 36 ] |
| 2003    | The Beauty or the Beast | Hiromi Nagase    | Fuji TV | Lead role                  | [ 37 ] |
| 2003    | Tengoku no Daisuke e    | Yōhei Iida       | NTV     | Lead role; Television film | [ 38 ] |
| 2007–13 | Galileo                 | Manabu Yukawa    | Fuji TV | Lead role; 2 seasons       | [ 20 ] |
| 2008    | Galileo: Episode Zero   | Manabu Yukawa    | Fuji TV | Lead role; Television film | [ 39 ] |
| 2010    | Ryōmaden                | Sakamoto Ryōma   | NHK     | Lead role; Taiga drama     | [ 40 ] |
| 2016    | Love Song               | Kōhei Kamishiro  | Fuji TV | Lead role                  | [ 41 ] |
| 2019    | Everyone's Demoted      | Hiroshi Kataoka  | TBS     | Lead role                  | [ 25 ] |
| 2022    | The Forbidden Magic     | Manabu Yukawa    | Fuji TV | Lead role; Television film | [ 42 ] |

### Programes de televisió
- Fukuyama Engineering, com a cap de la fàbrica (TV Asahi, 2002)
- NHK Special: Hot Spots Saigo no Rakuen, com a narrador (NHK, 2011)
- Doraemon 3-hour SP, com a Masaaki Fukuyama (veu) (TV Asahi, 2011)

## Col·lecció de guitarra
Guitarra acústica
| - Gibson J-50 (1959) - recording, songwriting, Hatsukoi PV - Gibson J-45 (1947) - Gibson J-45 (1968) - Gibson J-200 (1959) - bought this on first trip to the US - Gibson LG-1 (1968) - Gibson B-45-12 (1962) - Gibson Hummingbird (1969) - recording, songwriting etc - Martin OOO-28 (1968) - Hotaru PV - Martin D-28 (1979) - Martin D-45 (1979) - Martin Cowboy III (2001) - Martin OO-18DBCY Signature Edition (Yoshikawa Chuei model)(2002) - Martin GPCPA-1 - Martin The Backpacker Guitar - Don Musser 1994 - very limited numbers produced - George Lowden Model 038 - Gretsch 6022 Rancher (1955) - Hello PV - Alhambra W-2 - Larry Pogreba Resonator Guitar - Jose Ramirez (model unknown) - K.Yairi 一五一会 (2009.02.06) - (40th) birthday present from Begin, with "M.FUKUYAMA" printed Electric bass - Fender Jazz Bass (1965) - Sugi Original Custom - Hōfner Vintage63 Violin Bass - Greco VB-90 SB - Music Man Sting Ray-4 BCR/RM (2005) Electric guitars - Gibson Les Paul Gold Top (1956) - Gibson Les Paul (1959) | - Gibson Les Paul Custom SG (1962) - KOH+ Saiai PV - Gibson Les Paul Custom (1970) - Sou ~new love new world~ PV - Gibson Custom Shop Duane Allman Signature Les Paul "Pilot Run" (2004) - Gibson Custom Shop Jimi Hendrix Psychedelic Flying V - Keshin PV - Gibson Custom Shop 50th Anniversary Korina Explorer AGED - REDxBLUE live - Gibson Les Paul Special (1989) - Gibson Les Paul Junior-TV (1960) - Gibson Eric Clapton Crossroad ES-335 - Gibson Custom Shop John Lennon Les Paul Junior - ON AND ON live, Michishirube tour - Fender Stratocaster (1956) - Fender Custom Shop Stratocaster - recording and live performances - Fender Custom Shop The Eric Clapton Blackie Stratocaster - recording and live performances - Fender Custom Shop 58 Stratocaster Closet Classic - (40th) Birthday Present from Kuwata Keisuke - Fender Telecaster Pink Paisley (1968) - inspiration for "phantom" came from this guitar's sound - Fender Telecaster - Revolution//Evolution live - Fender Jazz Master (1962) - Fender Jazz Master (1965) - 99 live - Gretsch 6120 Chet Atkins Hollow Body (1959) - Gretsch 6122 Chet Atkins Country Gentleman (1966) - Gretsch G6129T-1957 Silver Jet - Asahi Super Dry CM - Gretsch 6186 Clipper (1966) - Paul Reed Smith Modern Eagle (20th Anniversary) - Paul Reed Smith Private Stock #1728 Custom 24 - Paul Reed Smith Private Stock #2751 Custom 24 - Rickenbacker 350 JG (1989) - Kokoro colour ~a song for a wonderful year~ PV - Aria-Pro II PE-R100 (1981) - his first guitar purchased in high school - James Tyler Studio Elite Chameleon - ESP Angel Classic V - the 'wings" that Takamizawa-san (THE ALFEE) gave him after Shin Domoto Kyoudai |

## Podeu veure
- Llista dels artistes musicals més venuts al Japó (anglès)